# Grote Prijs Beeckman-De Caluwé
Grote Prijs Beeckman-De Caluwé war ein belgisches Eintagesrennen im Straßenradsport, das jährlich im Juli in Ninove, Provinz Ostflandern bis 2022 stattfand. Das Rennen wurde über 13 Runden mit insgesamt 169 km ausgetragen. Benannt ist das Rennen nach den lokalen Rennfahrern Kamiel Beeckman und Edgard De Caluwé, Gewinner der Flandern-Rundfahrt 1938. Ausrichter war der VZW Denderclub Ninove.

## Sieger
- 1943  Frans Cools
- 1944  Marcel Kint
- 1945  Edgard De Caluwé
- 1946  Ward Van Dijck
- 1947  Jules De Poorter
- 1948  Emiel Rogiers
- 1949  Lode Anthonis
- 1950  Albert Ramon
- 1951  René Martens
- 1952  Roger De Corte
- 1953  Jozef Schils
- 1954  Pino Cerami
- 1955  Frans Schoubben
- 1956  Emiel Van Cauter
- 1957  Jan Van Gompel
- 1958  Gentil Saelens
- 1959  Gerrit Voorting
- 1960  Willy Schroeders
- 1961  Rik Luyten
- 1962  Norbert Kerckhove
- 1963  Ludo Janssens
- 1964  Roger Cooreman
- 1965  Rik Van Looy
- 1966  Walter Godefroot
- 1967  Remi Van Vreckom
- 1968  Étienne Sonck
- 1969  Martin Van Den Bossche
- 1970  André Dierickx 1.
- 1971  Maurice Dury
- 1972  Pieter Nassen
- 1973  Eduard Janssens
- 1974  Albert Van Vlierberghe
- 1975  André Dierickx 2.
- 1976  André Dierickx 3.
- 1977  Albert Delcroix
- 1978  Gery Verlinden
- 1979  Jean-Luc Vandenbroucke
- 1980  Willy Teirlinck 1.
- 1981  Willy Teirlinck 2.
- 1982  Willem Peeters
- 1983  Dirk Heirweg 1.
- 1984  Dirk Heirweg 2.
- 1985  Noël Segers
- 1986  Dirk Heirweg 3.
- 1987  Etienne De Wilde
- 1988  Peter De Clercq
- 1989  Koen Vekemans
- 1990  Louis de Koning
- 1991  Heinz Imboden
- 1992  Didier Priem
- 1993  Benjamin Van Itterbeeck
- 1994  Wiebren Veenstra
- 1995  Michel Vanhaecke
- 1996  Tony Bracke
- 1997  Johan De Geyter
- 1998  Peter Van Petegem
- 1999  Bart Heirewegh
- 2000  Wim Vansevenant
- 2001  Eric De Clercq
- 2002  Björn Leukemans
- 2003  Andy De Smet
- 2004  Erwin Thijs
- 2005  Niko Eeckhout
- 2006  Maarten Wynants
- 2007  Geert Omloop
- 2008  Jérôme Baugnies
- 2009  Kenny Dehaes 1.
- 2010  Kenny Dehaes 2.
- 2011  Joeri Stallaert
- 2012  Mark McNally
- 2013  Arnaud Démare
- 2014  Tom Van Asbroeck 1.
- 2015  Maarten Tjallingii
- 2016  Peter Koning
- 2017  Jonas Bokeloh
- 2018  Tom Van Asbroeck 2.
- 2019  Dries De Bondt
- 2020 nicht ausgetragen
- 2021  Jens Reynders
- 2022  Jules Hesters